# Andrzej Ratajczak
 Andrzej Ratajczak  (ur. 5 maja 1949 w Gnieźnie) – generał brygady Wojska Polskiego;  zastępca dowódcy Śląskiego Okręgu Wojskowego – szef Logistyki (1995–2001).  

## Życiorys
Andrzej Ratajczak syn Zenona urodził się 5 maja 1949 w Gnieźnie. We wrześniu 1968 rozpoczął studia jako podchorąży w Wyższej Szkole Oficerskiej Służb Kwatermistrzowskich, które ukończył w 1972 w Poznaniu i był mianowany na stopień podporucznika. Służbę zawodową rozpoczął na stanowisku kwatermistrza w 25 batalionie rozpoznawczym. Następnie został skierowany do Warszawy, gdzie studiował w Akademii Sztabu Generalnego i po ich ukończeniu w 1979 objął stanowisko kwatermistrza-zastępcy dowódcy 8 pułku czołgów w Żaganiu. W 1980 otrzymał przydział służbowy do Żar, gdzie pełnił zawodową służbę na stanowisku kwatermistrza – zastępcy dowódcy 42 pułku zmechanizowanego. W latach 1982–1990 był zastępcą kwatermistrza oraz kwatermistrzem 11 Dywizji Pancernej w Żaganiu. 
W 1990 w drodze wyróżnienia został skierowany na studia w Akademii Sztabu Generalnego Sił Zbrojnych ZSRR, po ukończeniu których został w 1992 wyznaczony na funkcję szefa sztabu służb kwatermistrzowskich Śląskiego Okręgu Wojskowego we Wrocławiu. W latach 1995–2001 sprawował obowiązki zastępcy dowódcy Śląskiego Okręgu Wojskowego – szefem Logistyki. W 1995 na tym stanowisku był awansowany na stopień  generała brygady przez prezydenta RP Lecha Wałęsę. 
W 2000 ukończył podyplomowe studia w zakresie obronności państwa w Akademii Obrony Narodowej. Od grudnia 2001 był na etacie zbiorczym MON. W 2002 objął  stanowisko pełnomocnika dowódcy Wojsk Lądowych do spraw przekazania mienia wojskowego. Następnie był na etacie zbiorczym Departamentu Kadr i Szkolnictwa Wojskowego MON. 31 stycznia 2004 zakończył zawodową służbę wojskową. Na emeryturze był zatrudniony w spółce Megagaz znanej z budowy opóźnionej trzeciej nitki rurociągu Przyjaźń.

## Awanse[1]
- podporucznik – 1972
- porucznik – 1975
- kapitan – 1979
- major – 1983
- podpułkownik – 1987
- pułkownik – 1991
- generał brygady – 1995

## Ordery, odznaczenia i wyróżnienia[1]
- Krzyż Oficerski Orderu Odrodzenia Polski
- Krzyż Kawalerski Orderu Odrodzenia Polski
- Złoty Krzyż Zasługi

i inne